# Frisanco
Frisanco (en friulano Frisanc) es un municipio de 643 habitantes perteneciente a la provincia de Pordenone, en la región Friul-Venecia Julia.

## Historia
Ya en 1492, se alzaba una iglesia en el centro del pueblo.  
Un fuego arrasó el pueblo en 1606 destruyendo gran parte de él, incluyendo todos los archivos públicos y religiosos.

## Intereses principales
- El Palazzo Pognici, que se construyó en 1600. Tiene su propia plaza y fuente.

La torre del campanario de la iglesia actual se completó en 1901.

## Evolución demográfica
| Gráfica de evolución demográfica de Frisanco entre 1861 y 2001 |
|                                                                |
| Fuente ISTAT - elaboración gráfica de Wikipedia                |